# Gornja Borina
Gornja Borina (cyr. Горња Борина) – wieś w Serbii, w okręgu maczwańskim, w mieście Loznica. W 2011 roku liczyła 140 mieszkańców.